# Bruine slobkousbij
De bruine slobkousbij (Macropis fulvipes) is een vliesvleugelig insect uit de familie Melittidae. De wetenschappelijke naam van de soort is voor het eerst geldig gepubliceerd in 1804 door Fabricius.